# .sd
sd. أو سودان (بالعربية) هو امتداد خاص بالعناوين الإلكترونية (نطاق) domain للمواقع التي تنتمي إلى السودان.